# المدرسة المستنصرية

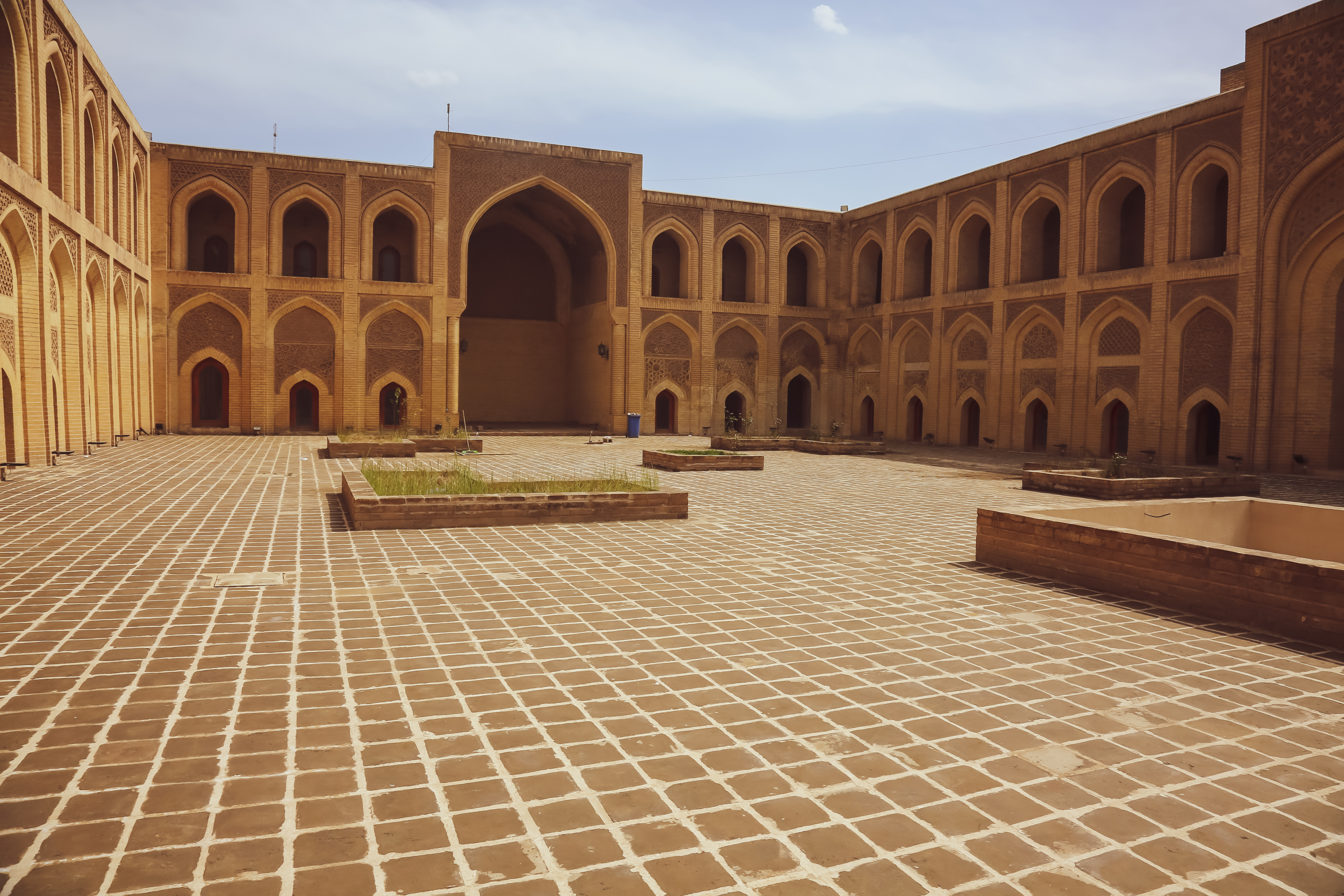
فناء المدرسة المستنصرية

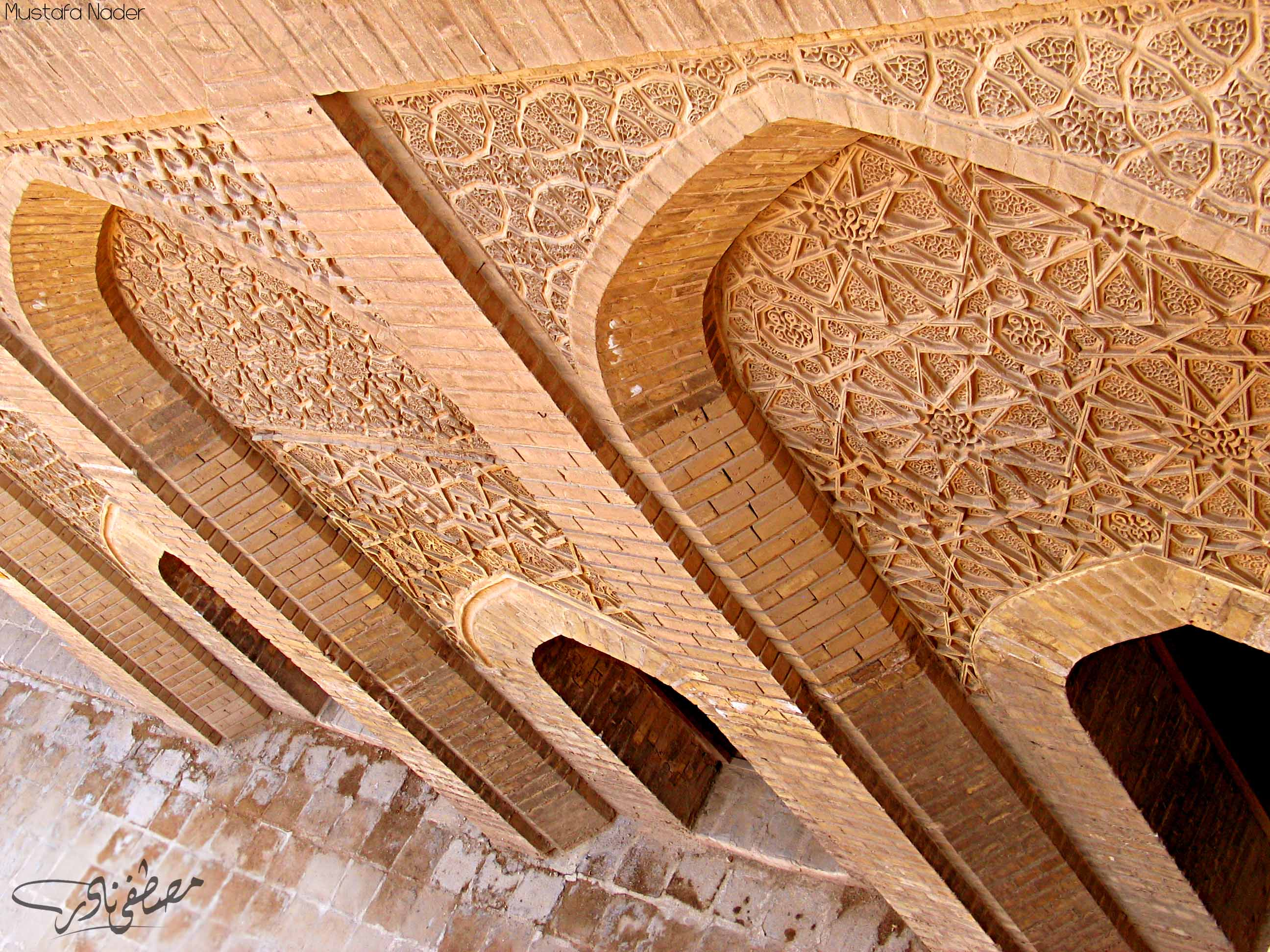
أحد الجدران في المستنصرية

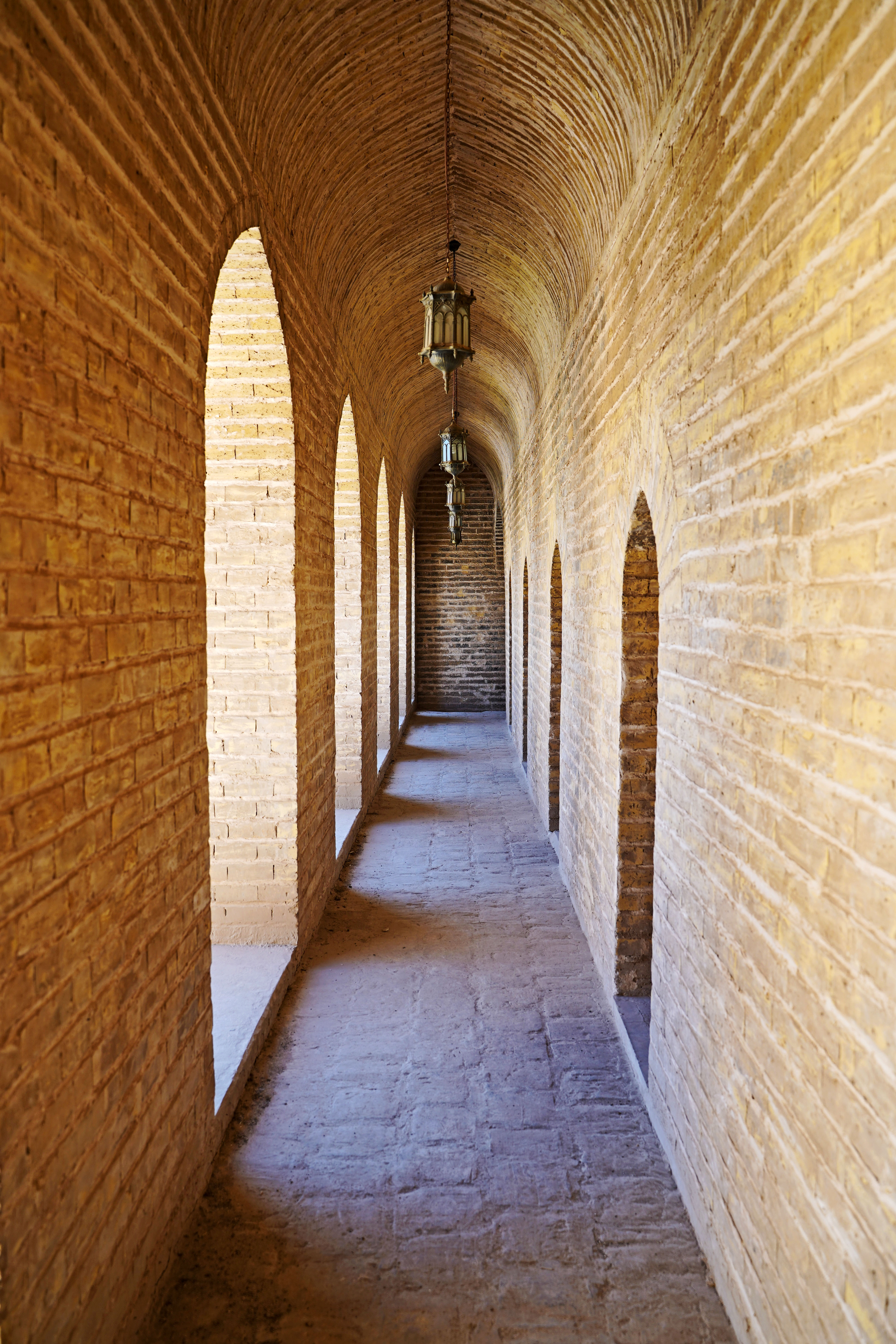
أحد ممرات المدرسة المستنصرية

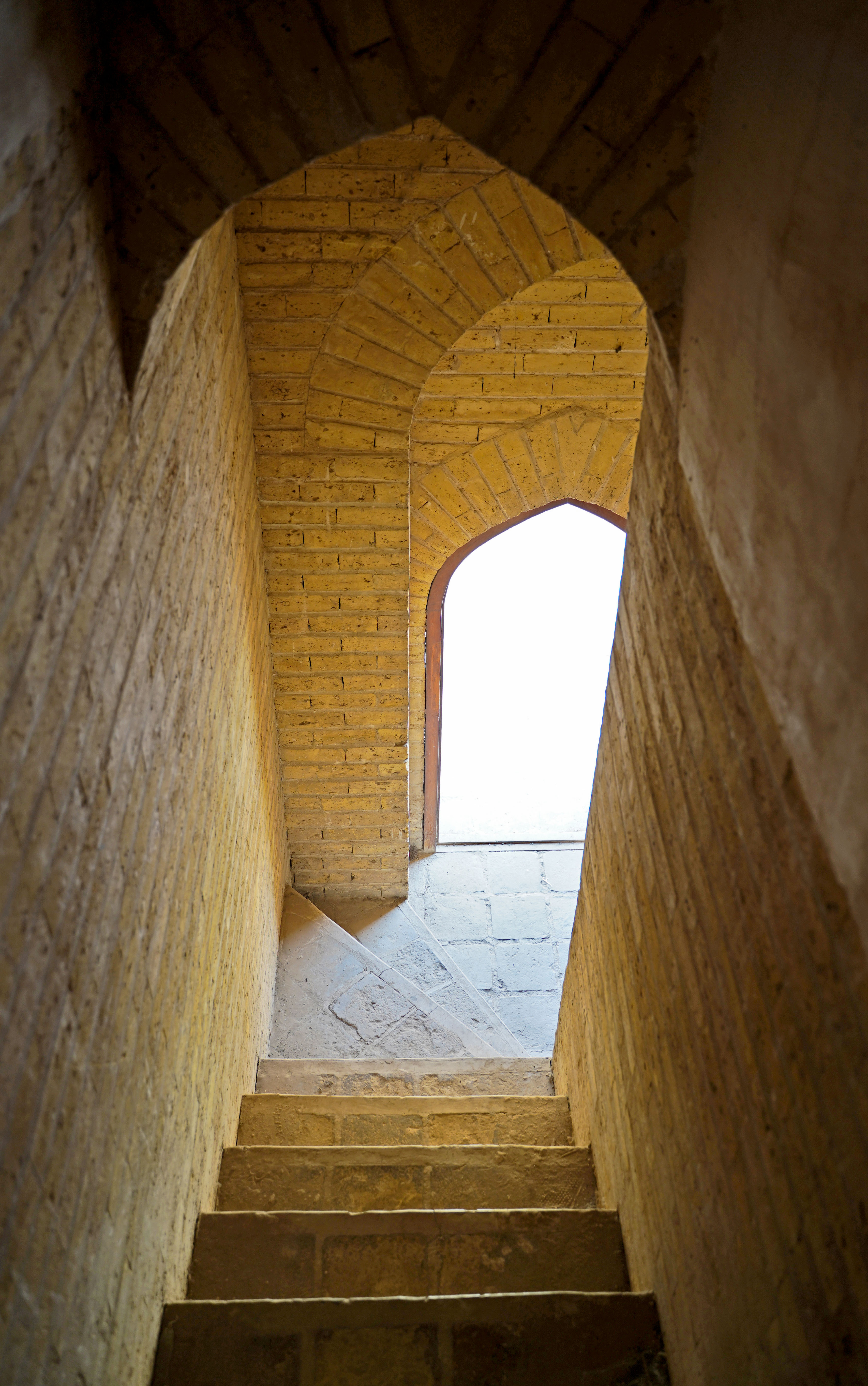
درج في المستنصرية

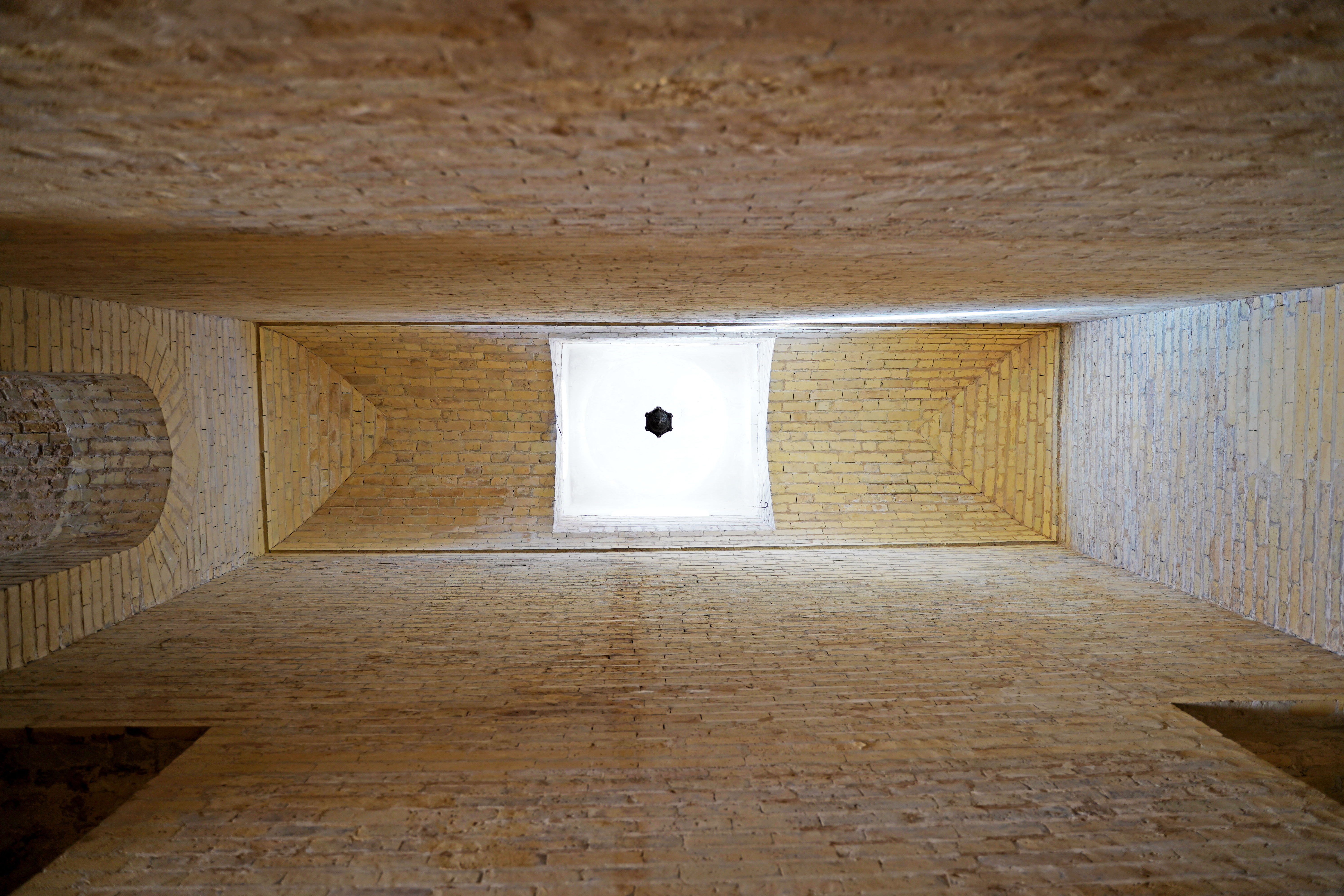
احد السقوف

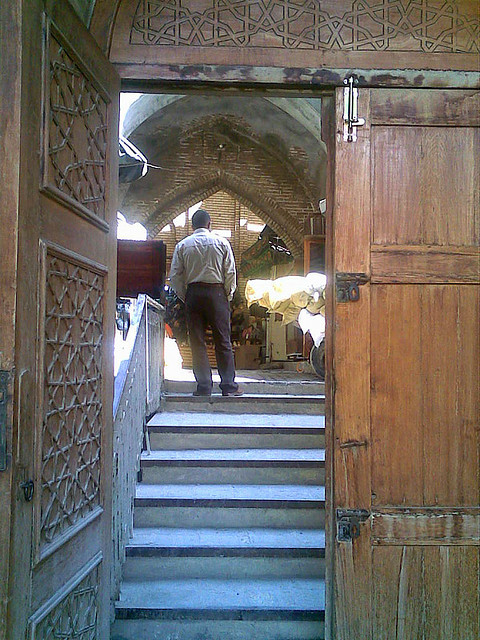
الباب الخشبية الأثرية للمدرسة من الداخل

المستنصرية مدرسة عريقة أسست في زمن الدولة العباسية في بغداد عام 1233 على يد الخليفة المستنصر بالله العباسي، وكانت مركزا علميا وثقافيا هاما. تقع في جهة الرصافة من بغداد.
شيدت «المستنصرية» على مساحة 4836 متراً مربعاً تطل على شاطئ نهر دجلة بجانب «قصر الخلافة» بالقرب من المدرسة النظامية، وكانت تتوسط المدرسة نافورة كبيرة فيها ساعة المدرسة المستنصرية، وهي ساعة عجيبة غريبة تعد شاهداً على تقدم العلم عند العرب في تلك الحقبة من الزمن تعلن أوقات الصلاة على مدار اليوم.
وتتألف المدرسة من طابقين شيدت فيهما مائة غرفة بين كبيرة وصغيرة إضافة إلى الأواوين والقاعات.

## مكتبةالمدرسة المستنصرية
كانت المكتبة زاخرة باعداد ضخمة من المجلدات النفيسة والكتب النادرة. وبلغ تعدادها 450 ألفاً وتعد مرجعاً للطلاب. كما قصد المكتبة الكثير من العلماء والفقهاء وترددوا عليها وافادوا من كنوزها العلمية والأدبية نحو قرنين من الزمن. وقد نقل الخليفة نفائس الكتب من مختلف العلوم والمعارف ما يقدر بحوالي 80 ألف مجلد بحسب الصنوف.

## اختيار الطلاب
يتم اختيار الطلاب من المدارس المختلفة ومن الذين اشتهروا بالتأليف والتصنيف والتدريس من مختلف المدن في العراق والبلدان الإسلامية كالأندلس ومصر وقونية وبلاد الشام وأصفهان وخراسان.

## الدراسة في المدرسة المستنصرية

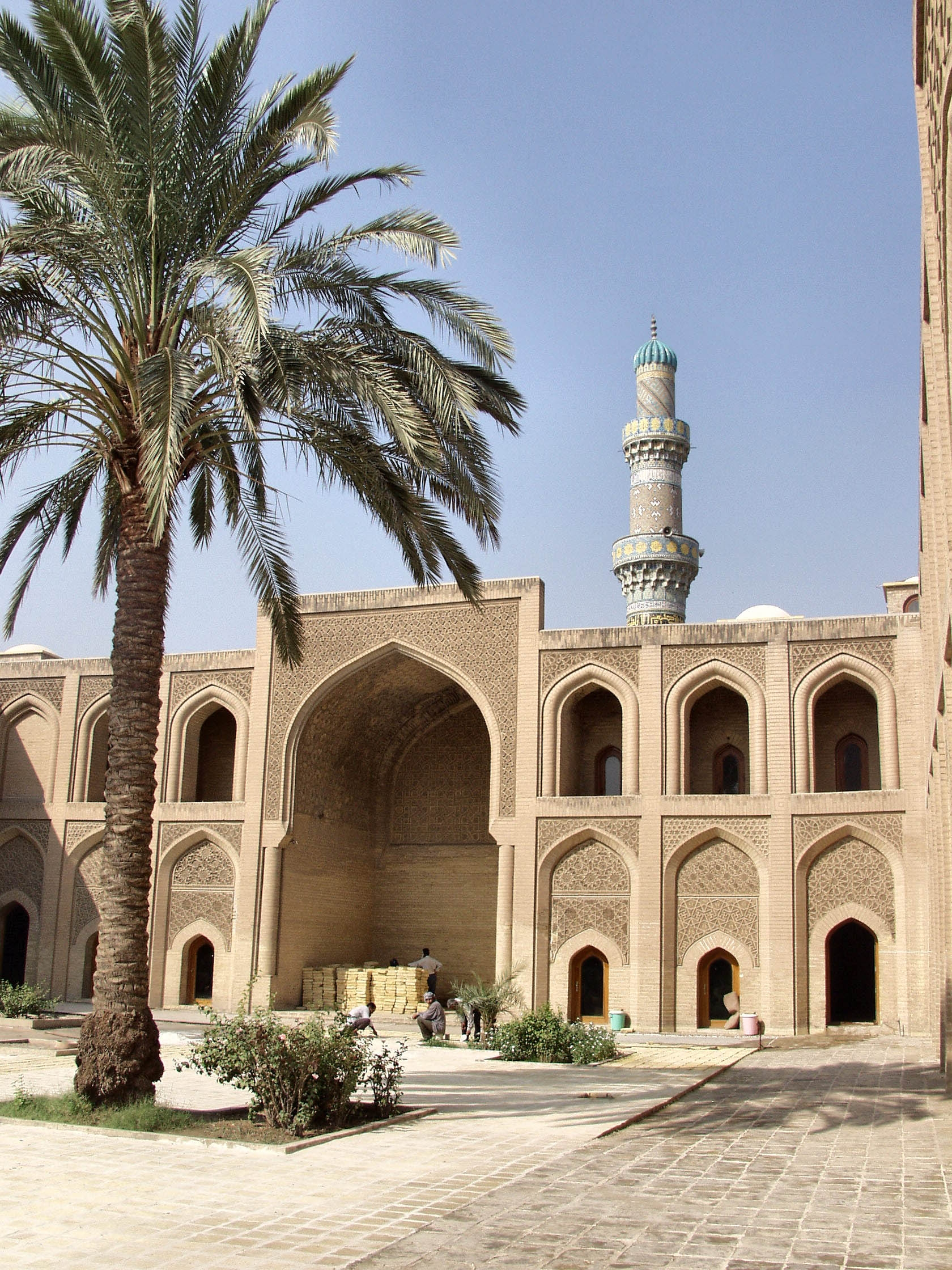
مبنى المدرسة المستنصرية التاريخي في بغداد

وقد عنيت هذه المدرسة بدراسة مختلف العلوم النقلية والعقلية على نحو لم يسبق من قبل في غيرها وكانت مدة الدراسة في المستنصرية عشرة أعوام وتضم عدة أقسام منها علوم القرآن والسنة النبوية والمذاهب الفقهية والنحو وعلم الفرائض والتركات ومنافع الحيوان والفلسفة والرياضيات والصيدلة والطب وعلم الصحة.
وهي أول جامعة إسلامية جمعت فيها الدراسة الفقهية على المذاهب الاربعة (الحنفي والشافعي والمالكي والحنبلي) في «مدرسة واحدة» أما المدارس الفقهية التي قبلها فأختصت كل واحدة منها بتدريس مذهب معين من هذه المذاهب، وبعد انتهاء الدراسة يمنح الطالب شهادة التخرج التي تؤهلهُ التوظف في دواوين الدولة، وكان يتولى إدارة المدرسة المستنصرية ناظر يختار من بين كبار موظفي الدولة يعاونه عدد من المساعدين، ويأتي في مقدمتهم المشرف وهو كالمراقب المالي أو المفتش المالي والكاتب والخازن، وعدد من العمال والخدم الذين يخدمون المدرسين والطلاب، ويعد عبد الرحمن التكريتي أول من تولى منصب نظارة المدرسة المستنصرية؛ حيث عين في اليوم التاسع من شهر رجب سنة 631 هـ/ 1233م.
- ظل التدريس قائما في المدرسة المستنصرية لمدة أربعة قرون منذ أن أفتتحت في سنة (631 هـ/1233م) حتى سنة (1048 هـ/1638م)، وان تخلل ذلك فترات انقطاع، ولقد كانت الفترة الأولى في أثناء الاحتلال المغولي لبغداد سنة (656 هـ/1258م) وتوقفت الدراسة فيها قليلاً، ثم عاد إليها نشاطها من جديد؛ حيث استؤنفت الدراسة في نفس السنة، وظلت الدراسة قائمة بالمدرسة المستنصرية بانتظام بعد سقوط بغداد نحو قرن ونصف من الزمن.
- توقفت الدراسة بها وبغيرها من مدارس بغداد؛ بسبب تدمير تيمورلنك لبغداد مرتين الأولى سنة (765 هـ/1392م) والأخرى في سنة (803 هـ/1400م)؛ حيث قضى تيمورلنك على مدارس بغداد ونكل بعلمائها وأخذ معه إلى سمرقند كثيراً من الأدباء والمهندسين والمعماريين، كما هجر بغداد عدد كبير من العلماء إلى مصر والشام وغيرها من البلاد الإسلامية، وفقدت المدرسة المستنصرية بعد هذه الهجمة الشرسة مكتبتها العامرة، وظلت متوقفة بعد غزو تيمورلنك نحو قرنين من الزمن حتى أفتتحت من جديد للدراسة عام (998 هـ/1589م)، ولكن لم يدم ذلك طويلاً إذ عادت وأغلقت أبوابها في عام (1048 هـ/1638م)، ومن ثم فتحت مدرسة الآصفية في مكانها، وكانت مدرسة الآصفية من مرافق المدرسة المستنصرية، وجدد عمارتها الوزير داود باشا والي بغداد في عام (1242 هـ/ 1826م)، وسميت بالآصفية نسبة إلى داود باشا الملقب بآصف الزمان.[4] [5]

## صيانة المدرسة المستنصرية
استعادت دائرة الآثار العراقية ملكية المدرسة المستنصرية عام 1940م.
- أجريت أول أعمال صيانة للمدرسة في عام 1960م.
- الصيانة الثانية كانت في عام 1973م.